# Kandovan
Kandovan là một làng du lịch ở Iran là những ngôi nhà kiểu hang động với hình thù như những tổ mối khổng lồ. Một số ngôi nhà ở đây đã ít nhất 700 năm tuổi và vẫn có người sinh sống trong đó. Làng thuộc tỉnh Đông Azarbaijan, gần Osku và Tabriz, Iran. Những ngôi nhà nằm bên trong hang hình nón, được hình thành từ tro bụi núi lửa tích tụ lại. Kandovan còn nổi tiếng với vẻ đẹp danh lam thắng cảnh của nó. Một khu nghỉ mát phổ biến, nó cung cấp các khách sạn và nhà hàng để phục vụ du khách. Nước khoáng của nó cũng rất phổ biến với khách đến nghỉ dưỡng và được cho là một phương pháp chữa bệnh thận.
Khu vực này cách không xa Praaspa cổ, là địa điểm nhà lãnh đạo huyền thoại La Mã Marc Antony không thể chiếm được trong năm 36 trước Công nguyên. Cuộc chinh phạt của Antony trên thực tế đã kết thúc trong thảm họa với tổn thất nặng cho những người La Mã về người và ủa.